# William Sterling Cole
William Sterling Cole, né le 18 avril 1904 à Painted Post (État de New York) et mort le 15 mars 1987 à Washington, est un homme politique américain membre du Parti républicain et haut fonctionnaire international.
Représentant au Congrès de l'État de New York entre 1935 et 1957, il est le directeur général de l'Agence internationale de l'énergie atomique (AIEA) de décembre 1957 à novembre 1961.

## Biographie
William Sterling Cole naît à Painted Post dans l'État de New York. Il est diplômé de l'université Colgate en 1925 et de l'Albany Law School en 1929. Cole exerce le droit à Bath, dans l'État de New York. 
Républicain, Cole est élu au Congrès en 1934 et siège du 3 janvier 1935 jusqu'à sa démission le 1er décembre 1957. Il devient premier directeur général de l'Agence internationale de l'énergie atomique (AIEA) et reste à ce poste jusqu'en 1961. 
Après avoir quitté l’AIEA, Cole réside à Arlington, en Virginie, et exerce le droit à Washington, DC. Il meurt à Washington le 15 mars 1987,.